# Jan Moraal
Jan Moraal (Velsen, 24 september 1928 - Hilversum, 25 oktober 1982) was een Nederlandse schrijver en presentator. Hij schreef teksten voor Biels en Co en Koek & ei. 
Reeds op 19-jarige leeftijd maakt hij zijn eerste hoorspel. Hij trad in dienst bij de VARA als vertaler en bewerker van hoorspelen. In de jaren vijftig maakt hij voor de televisie het programma De Mallemolen. In 1956 stapte hij over naar de AVRO, waar hij onder andere het programma Koek & ei schreef, samen met Geert Elfferich.
In de jaren zestig van de twintigste eeuw was hij onder naam Moeilijk Heden columnist voor De Telegraaf. Onder de titel Moraal van de Dag was hij dagdichter bij het Nieuwsblad van het Noorden.
Bij de televisieactie Open het Dorp bedacht hij het idee om een luciferdoosje met geld in te leveren bij de lokale kruidenier. 
Met zijn echtgenote kreeg hij twee kinderen. Jan Moraal stierf op 54-jarige leeftijd aan longkanker. 

## Programma's
- Bâtard, een zondagskind (1950)[3]
- Biels en Co (meer dan 150 afleveringen)
- 4 Sans (1965)
- De heilige strozak -rol: opa (1975)
- Candlelight
- Vanavond laat (onder de naam Lubbert), met Dick Poons
- Vanavond Laat Sport, met Dick Poons en Arno Guldemond
- AVRO Magazine
- AVRO’s Radio Journaal
- Slag bij Nieuwspoort
- Geen partij voor tevredenen, hoorspel (1966)